# 亜月裕
亜月 裕（あづき ゆう、1951年11月16日 - ）は、日本の女性漫画家。埼玉県出身。
1975年、『別冊マーガレット』（集英社）にて、『洋介クンの事情!?』でデビュー。
代表作『伊賀野カバ丸』は1983年に映画とアニメ化された。

## 作品

### 漫画

#### 単行本化作品
- ぼくのってしまう!（1978年、別冊マーガレット（集英社）、全1巻）
- となりの城太郎（1978年、別冊マーガレット、全1巻）
- 氷雪の詩（1978年、別冊マーガレット、全1巻）
- 宗一郎　その愛（1979年、別冊マーガレット、全1巻）
- かぎりなくアホにちかい男（1980年、別冊マーガレット、全1巻）
- 伊賀野カバ丸（1979年 - 1982年、別冊マーガレット、全12巻＋外伝2巻、文庫版全4巻＋外伝2巻）
- いけない★センセ（1983年、プチフラワー（小学館）、全1巻）
- ワルのりスターダスト（1985年、別冊マーガレット、全2巻）
- 昭和アホ草紙あかぬけ一番!（1985年 - 1987年、マーガレット（集英社）、全9巻）
- あっぷっぷっ（1987年 - 1988年、別冊マーガレット、全2巻）
- OMETTOすゎん（198x年 - 19xx年、週刊プレイボーイ（集英社）、全4巻）
- パーペキの父（1989年 - 1990年、モーニングパーティー増刊（講談社）、全2巻）
- 移香坂野荊棘寮（1990年、別冊ビバプリンセス（秋田書店）、1巻（未完））
- パーペキオトコ族（1990年、モーニングパーティー増刊、全1巻）
- 嗚呼!祐天寺家（1991年 - 1994年、モーニング（講談社）、全5巻）
- ダディな日々に···（1992年、YOU（集英社）、全1巻）
- 愛してソウ♡ロウ（1994年、BE・LOVE（講談社）、全2巻）
- 伊賀野こカバ丸（1997年 - 2005年、YOU、全5巻）
- Fight!（1999年 - 2000年、BE・LOVE、全4巻）
- 14ヶ月〜妻が子供に還っていく〜（2004年、YOU、全1巻）
- ペ天使と忘れん坊（2004年、YOU、全1巻）
- お・ばんざい!（2007年、YOU、全1巻）
- 霧野疾風伝 -伊賀野カバ丸 スピンオフ-（2008年、ロマｘプリ Romantic Princess（祥伝社）、全1巻）
- 伊賀野カバ丸★そりから（2015年、YOU、全1巻）[1]

#### 上記以外の掲載雑誌
- ひとりでほっこり　くつろぎごはん（2017年 - 、ガイドワークス）

### 挿絵
- バースディクラブ（2006年 - 2009年、青い鳥文庫、著者: 名木田恵子、全6巻）